# Malkah Nobigrot Kleinman
Malkah Nobigrot Kleinman (Ciudad de México, 10 de noviembre de 1973) es una abogada y periodista mexicana. 

## Biografía
Nació en la Ciudad de México el 10 de noviembre de 1973. Su padre fue médico pediatra y su madre es maestra de literatura francesa. Creció en la Ciudad de México con sus dos hermanos que en la actualidad son médicos y músicos.
Desde muy temprana edad destacó por su capacidad de aprendizaje y hablar varios idiomas, llegando a ser nombrada “niña prodigio” por la Revista Activa, dando pie a que fuera entrevistada por los periodistas Lourdes Guerrero y Guillermo Ochoa en el programa “Hoy Mismo” de Televisa (1978). 
Hasta su adolescencia, practicó competitivamente la natación y la gimnasia olímpica - destacando su participación como mariposista en el Campeonato Nacional de Natación (México, 1984) y recibió reconocimientos en la práctica de karate y otras artes marciales.

## Carrera
Es Licenciada en Derecho por la Universidad Iberoamericana y Maestra en Derecho (LL.M 98) por Harvard Law School de la Universidad de Harvard, institución que le otorgó una beca completa y en la que también ha sido invitada como investigadora (1998 -1999). 
Fue la primera mexicana seleccionada para ingresar al programa de Jóvenes Profesionales del Banco Interamericano de Desarrollo (BID) con sede en Washington D. C., institución en la que se ha desempeñado como asesora júnior de la Presidencia; Especialista en Operaciones y Reformas del Estado; y Consejera del Representante del Banco en la Oficina Especial en Europa con sede en París, Francia (1999-2004).
En México ha ocupado diversos cargos públicos en diferentes instituciones del gobierno federal como la Secretaría de Relaciones Exteriores (1991-1994), la Secretaría de Trabajo y Previsión Social (1994-1995), la Secretaría de Hacienda y Crédito Público (2011-2013), la Comisión Federal de Electricidad (2013-2014); asimismo, se ha desempeñado como Coordinadora de Asuntos Internacionales y Asesora del Titular de la Secretaría de Desarrollo Económico de la Ciudad de México (2018-2019). También fungió como abogada y Secretaria de Estudio y Cuenta (2004-2008) en la ponencia del Ministro Presidente la Suprema Corte de Justicia de la Nación, Mariano Azuela Güitron, contribuyendo a construir el criterio relativo a la jerarquía de los tratados internacionales como parte de la Ley Suprema de la Unión -interpretación del artículo 133 constitucional-.

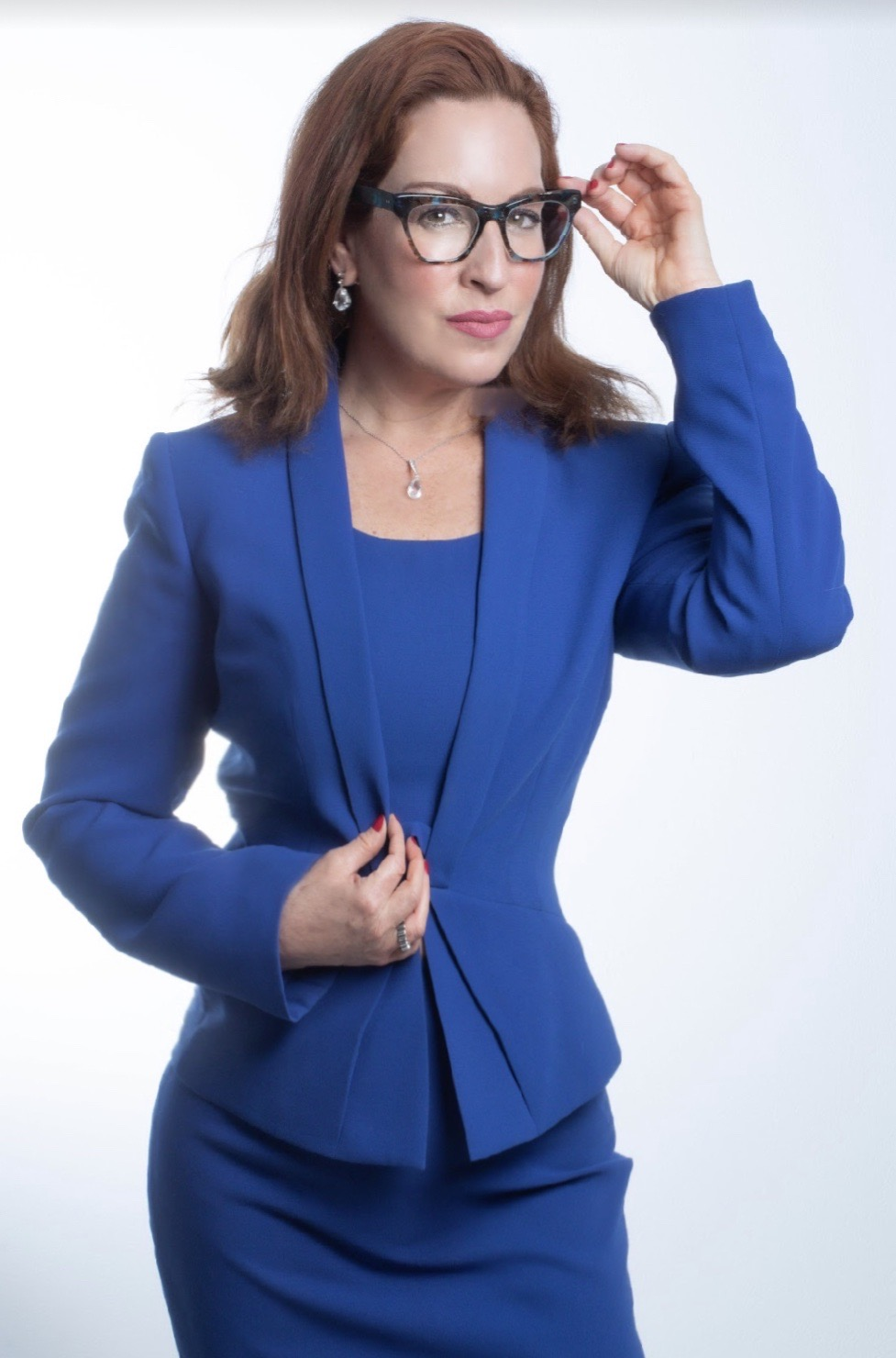
Malkah Nobigrot en sesión de fotos para proyecto de Televisión.

Asimismo, trabajó como abogada en el despacho jurídico Goodrich, Riquelme y Asociados, como consultora en Inteligencia Pública  y como Directora de Relaciones Institucionales de Grupo Diarq.
Ha sido productora de contenidos, analista política y presentadora de televisión y radio en Efekto TV -en programas como Vis a Vis, Tr3s Kontra Uno, y Capital A Debate: Los Periodistas, #Entr3- y en Proyecto 40, en donde además de ser comentarista en temas de política internacional, ha sido invitada como presentadora suplente en el programa “El Primer Café”. Es colaboradora habitual sobre temas de política internacional en Mundo Ejecutivo y en programas de Grupo Imagen -como ¿Qué Tal Fernanda?, QTF-. Ha sido invitada como conferencista y moderadora en diferentes foros,  y ha sido entrevistada en publicaciones y programas de TV y radio nacionales  e internacionales. También ha publicado diversos artículos en Animal Político.          
Fue nombrada Consejera Honoraria del Global Policy Institute en Washington D. C.  y es miembro del Consejo Asesor de la Agencia Polaca de Inversiones y Comercio en México, (Polish Investments and Trade Agency PAIH). Fue admitida como miembro de la Legión de Honor Nacional de México (2022); es Académica de Número de la Academia Nacional de Historia y Geografía, y miembro de la Academia de Periodistas de la bicentenaria Sociedad Mexicana de Geografía y Estadística .